# Xerarionta tryoni
Xerarionta tryoni е вид охлюв от семейство Helminthoglyptidae. Видът е уязвим и сериозно застрашен от изчезване.

## Разпространение
Разпространен е в САЩ.